# Operación Bodyguard
La operación Bodyguard (en inglés: Operation Bodyguard) fue el nombre en clave de un plan de engaño militar durante la Segunda Guerra Mundial, empleado por las naciones aliadas en la planificación de la invasión del noroeste de Europa de 1944. El plan proponía una estrategia general para engañar al Alto Mando alemán en cuanto a la fecha exacta y el lugar de la invasión. Fue implementado como parte de una serie de operaciones independientes, que culminaron finalmente en la sorpresa táctica durante el desembarco de Normandía el 6 de junio de 1944, también conocido como «día D».
La planificación de Bodyguard se inició en 1943 bajo los auspicios de una organización llamada London Controlling Section (LCS). Un proyecto preliminar, conocido como Plan Jael, se presentó al Alto Mando aliado en la conferencia de Teherán a finales de noviembre y fue aprobado el 6 de diciembre. El principal objetivo de este plan era hacer creer a los alemanes que la invasión del noroeste de Europa sería efectuada más tarde de lo previsto en realidad, además de que se llevarían a cabo ataques en lugares incorrectos, como el Paso de Calais, los Balcanes, el sur de Francia, Noruega y ataques soviéticos en el norte de Bulgaria y Noruega.

## Antecedentes
De acuerdo con Cooke (2015), en la Segunda Guerra Mundial fue crucial que todas las operaciones de engaño, utilizadas como respaldo de las acciones militares, estuvieran coordinadas «al más alto nivel». Dos de los principales protagonistas de este periodo fueron la «'A' Force», establecida en 1940 bajo el mando de Dudley Clarke y enfocada en tácticas de este tipo en el Oriente Medio, y la London Controlling Section formada el 9 de octubre de 1941 y liderada por John Bevan. Entre junio de 1942 y diciembre de 1943, esta última definió sus funciones, con lo que «comenzó a formular la política principal de decepción estratégica» y sirvió como conducto por el que se implementaron operaciones encubiertas. Para Rummage (2015), ambas le aportaron a los altos mandos británicos «una estructura para coordinar globalmente los planes» de esta estrategia. Igualmente, en estos tiempos se desarrollaba el proyecto Ultra, un esfuerzo aliado establecido por los británicos en Bletchley Park para descifrar mensajes codificados de las Potencias del Eje.
A lo largo del conflicto bélico, las fuerzas aliadas alcanzaron un grado «considerable de sofisticación» en lo relacionado con sus fuentes de inteligencia. Estas involucraron «reconocimientos aéreos, entrevistas a prisioneros de guerra, documentos capturados [...] reportes de agregados en países neutrales», informes de batallas, así como a los movimientos de resistencia de naciones ocupadas. Por otra parte, desde 1942, la estrategia alemana determinada por Adolf Hitler buscaba exclusivamente proteger el área ocupada en Europa y África frente a posibles ataques soviéticos o de británicos y estadounidenses. Asimismo, el líder nazi insistió en la táctica de mantener ejércitos estacionados. Entre el otoño de 1943 y la primavera de 1944, los alemanes reforzaron su Ejército Occidental. En Francia, el 15.º Ejército cubría el área del Paso de Calais y Bélgica, mientras que el 7.º Ejército hacía lo propio en Normandía y Bretaña; ambos formaban parte del Grupo de Ejércitos B, comandado por Erwin Rommel.
En la Conferencia de Casablanca de 1943 se optó por posponer la operación Overlord, la invasión aliada de Europa, hasta el año siguiente. También se decidió establecer un grupo interaliado para planear la operación y preparar «un plan complejo de camuflaje y decepción». Según Smith (2014), la invasión de Normandía fue una de las operaciones militares «más arriesgadas y con las implicaciones más altas en las historia». Su éxito dependía de que los alemanes desconocieran la fecha y el lugar exactos del ataque. No obstante, una de estas maniobras, la operación Cockade, fue el mayor «fracaso» de los Aliados dentro de este tipo de planes en la Segunda Guerra Mundial. Aunque buscaba auxiliar a las tropas soviéticas en la península de Kola y las fuerzas aliadas en África del Norte, así como atraer a los enemigos al pretender un ataque contra las costas francesas, no logró la reacción esperada por parte de los alemanes.

## Primeros planes
Después de que se optara por Normandía al descartar el Paso de Calais como objetivo de la invasión y mientras aún se desarrollaba la operación Cockade, Bevan y su equipo comenzaron a plantear un proyecto de decepción militar para ese ataque. Igualmente, al jefe de Estado del comandante supremo aliado (COSSAC, por sus siglas en inglés), Frederick E. Morgan, se le solicitó desarrollar una «pantalla apropiada» para la invasión. No obstante, algunos elementos del alto mando aliado eran escépticos sobre este proceder, comenzando por el propio Morgan. Este último le admitió a Ronald Wingate, de la London Controlling Section (LCS), que no creía en que un plan así pudiera resultar exitoso. La LCS produjo el 14 de julio de 1943 un documento denominado «First Thoughts», un primer esbozo del proyecto que «resultó en una gran cantidad de pensamiento intenso por parte de todos los interesados», según Wingate. Ante el fracaso de la operación Cockade, Bevan y su personal elaboraron un plan más formal, denominado Jael, que se presentó en agosto para su consideración. Según el proyecto, los Aliados aparentarían haber abandonado la idea de una invasión europea para concentrarse en el Frente del Mediterráneo —donde buscarían abrir uno nuevo en los Balcanes— y en los bombardeos aéreos de Alemania.